# هيو غروندي
هيو غروندي (بالإنجليزية: Hugh Grundy)‏ هو منتج أسطوانات وموسيقي وملحن وطبال بريطاني، ولد في 6 مارس 1945 في ونشستر في المملكة المتحدة.

## وصلات خارجية
- هيو غروندي على موقع IMDb (الإنجليزية)
- هيو غروندي على موقع ميوزك برينز (الإنجليزية)
- هيو غروندي على موقع ديسكوغز (الإنجليزية)
- هيو غروندي على موقع كينوبويسك (الروسية)